# Pâté en croûte

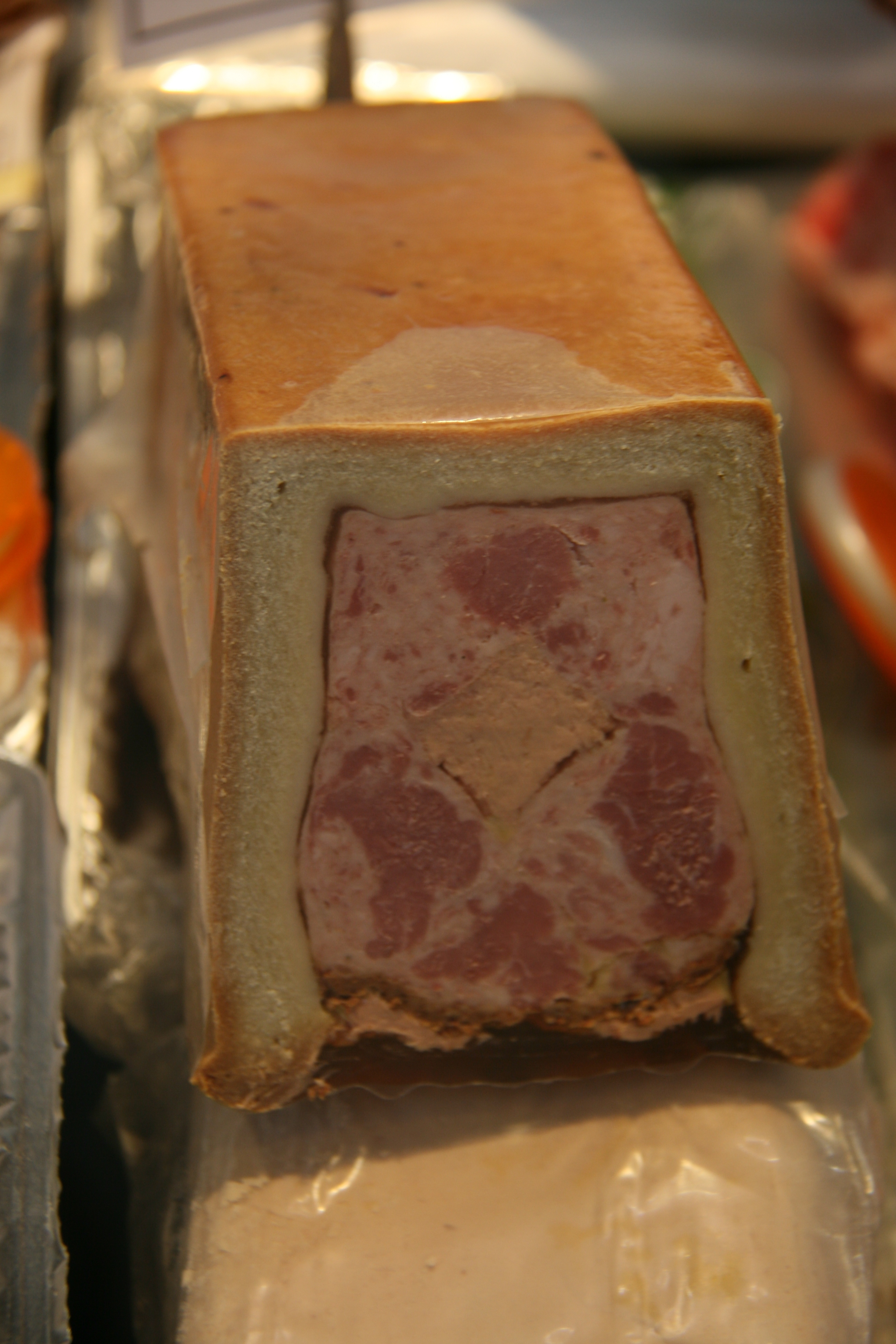
Pâté en croûte.

El pâté en croûte (del francès ‘paté en crosta', és a dir empastat) és un paté enfornat en pasta fullada i pasta trencada. En general, es cuina com la terrina.

## Característiques
Hi ha moltes variants regionals que es diferencien principalment per la mena de paté de l'interior, generalment fet de vedella i porc, com nombroses alternatives, incloent la de pollastre. Sol servir-se com a aperitiu, amb diversos acompanyaments, notablement els cogombrets.